# Flammensonde

Plattenkondensator im Flammsondenversuch

Eine Flammensonde ist eine besondere Messsonde in der Physik. Sie wird dazu eingesetzt, um in Versuchen Potentialdifferenzen in einem E-Feld nachzuweisen.

## Aufbau
Eine Flammensonde besteht aus einer Flamme – von einer Kerze, einem Brenner etc. – und einem Leiter. Der Leiter ragt dabei in die Flamme, sein anderes Ende ist mit einem Spannungsmessgerät verbunden. Als Bezugspotential für das Messgerät dient dabei meist die Erdung. Dadurch kann man das Potential des Punkts, an dem sich die Flamme befindet, bestimmen.
Es gilt daher:
{\displaystyle U_{\text{Mess}}=\Delta \varphi =\varphi _{\text{Sonde}}-\varphi _{\text{Bezug}}}
So lässt sich beispielsweise im homogenen elektrischen Feld zwischen zwei Kondensatorplatten das Potential relativ zur geerdeten Platte bestimmen.

## Funktion
Durch die Verbrennung und die Temperatur werden Gasteilchen ionisiert. So liegen positive und negative Ladungen in der Luft vor. Die ionisierten Teilchen transportieren solange Ladungen von der Flammensonde weg, bis ihre Ladung dem Potential im Messpunkt entspricht und somit das umgebende elektrische Feld nicht stört.

## Einsatz
Die Flammensonde stellt ein beliebtes Physikexperiment dar, anhand dessen der Begriff elektrisches Potential erläutert wird.